# Zona fitoclimatica
Per zona fitoclimatica s'intende la distribuzione geografica, associata a parametri climatici, di un'associazione vegetale rappresentativa composta da specie omogenee per quanto riguarda le esigenze climatiche. I principali campi di applicazione del concetto di zona fitoclimatica sono la selvicoltura, l'ecologia forestale e la botanica, allo scopo di definire gli areali di vegetazione delle specie vegetali in modo indipendente dal rapporto tra altitudine e latitudine.
Il presupposto su cui si basa la suddivisione del territorio in zone fitoclimatiche è l'analogia fra associazioni vegetali simili dislocate in aree geografiche differenti per altitudine e latitudine ma simili nel regime termico e pluviometrico.

## Classificazione

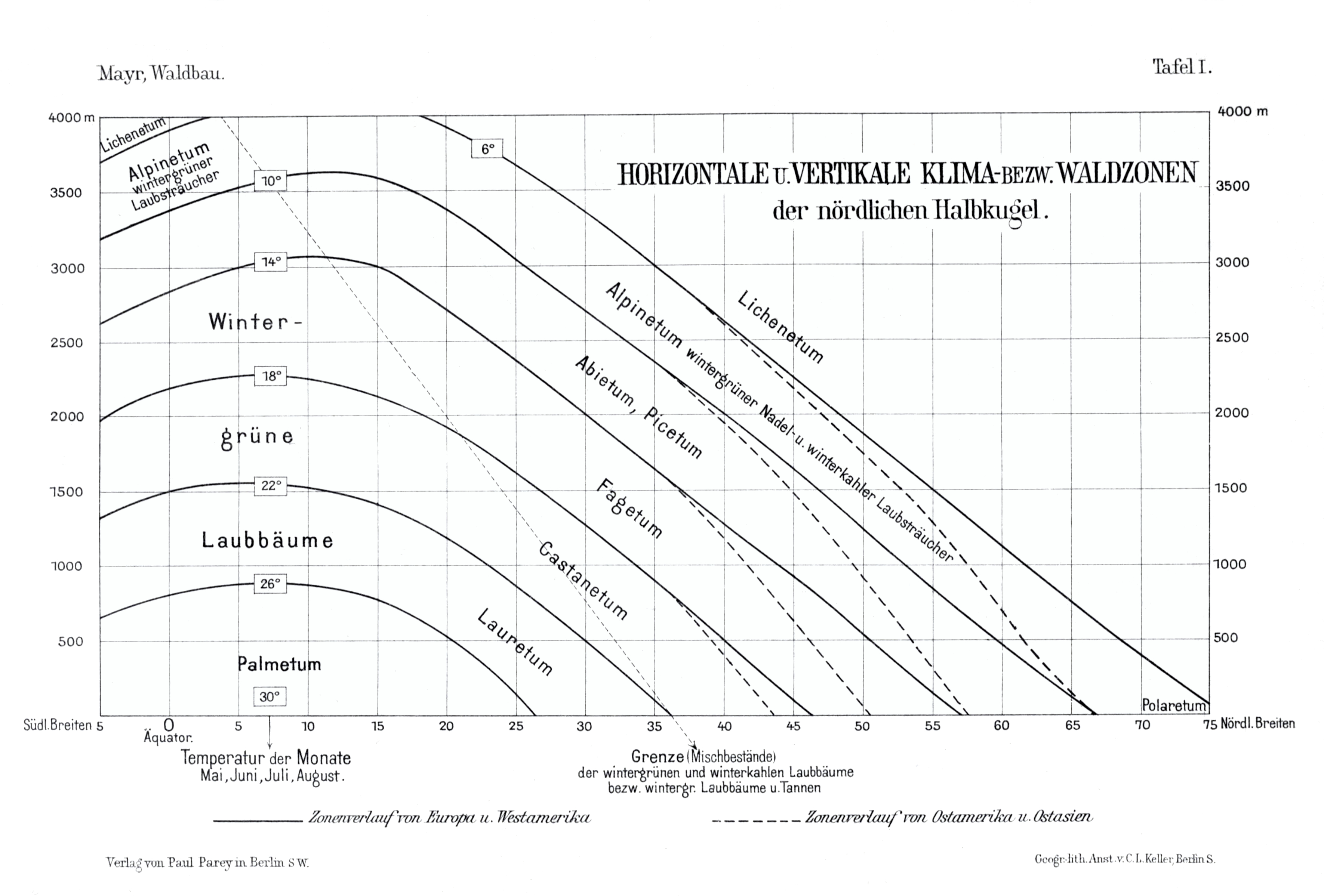
La classificazione delle zone fitoclimatiche di Mayr in Waldbau auf naturgesetzlicher Grundlage (1909)

Sono stati definiti diversi schemi di classificazione. Quello più usato per l'Italia è il modello elaborato da Aldo Pavari nel 1916. Questo modello è un adattamento al contesto italiano dello schema proposto da Heinrich Mayr (1906) e successivamente fu integrato da Alessandro De Philippis nel 1937. La classificazione fitoclimatica di Mayr-Pavari suddivide il territorio italiano in 5 zone, ciascuna associata al nome di una specie vegetale rappresentativa. 
La classificazione usa come parametri climatici di riferimento le temperature medie dell'anno, del mese più caldo, del mese più freddo e le medie di minimi. Ogni zona si suddivide in più tipi e sottozone in base alla temperatura e, per alcune zone, alla piovosità.

### Lauretum
Prende il nome dall'Alloro (Laurus nobilis).
In base al regime pluviometrico, questa zona è suddivisa in tre tipi: 
- Lauretum del 1º tipo con piogge uniformi;
- Lauretum del 2º tipo con siccità estiva;
- Lauretum del 3º tipo senza siccità estiva.

In base al regime termico si suddivide in tre sottozone:
- Sottozona Calda.

| media dell'anno | media del mese più freddo | media del mese più caldo | media dei minimi  |
| 15-23 °C        | maggiore di 7 °C          |                          | maggiore di -4 °C |

- Sottozona Media.

| media dell'anno | media del mese più freddo | media del mese più caldo | media dei minimi  |
| 14-18 °C        | maggiore di 5 °C          |                          | maggiore di -7 °C |

- Sottozona Fredda.

| media dell'anno | media del mese più freddo | media del mese più caldo | media dei minimi  |
| 12-17 °C        | maggiore di 3 °C          |                          | maggiore di -9 °C |

Sottozone e tipi non corrispondono necessariamente: le due classificazioni infatti si combinano individuando aree del Lauretum con caratteristiche climatiche differenti.

### Castanetum
Prende il nome dal Castagno (Castanea sativa).
Questa zona è suddivisa in base al regime termico in due sottozone, a loro volta suddivise in due tipi secondo il regime pluviometrico.
- Sottozona Calda. È suddivisa in due tipi: 
  - 1º tipo con siccità estiva
  - 2º tipo senza siccità estiva

| media dell'anno | media del mese più freddo | media del mese più caldo | media dei minimi   |
| 10-15 °C        | maggiore di 0 °C          |                          | maggiore di -12 °C |

- Sottozona Fredda. È suddivisa in due tipi: 
  - 1º tipo con piovosità superiore 700 mm annui
  - 2º tipo con piovosità inferiore a 700 mm annui

| media dell'anno | media del mese più freddo | media del mese più caldo | media dei minimi   |
| 10-15 °C        | maggiore di -1 °C         |                          | maggiore di -15 °C |

### Fagetum
Prende il nome dal Faggio (Fagus sylvatica).
Questa zona è suddivisa in base al regime termico in due sottozone.
- Sottozona Calda.

| media dell'anno | media del mese più freddo | media del mese più caldo | media dei minimi   |
| 7-12 °C         | maggiore di -2 °C         |                          | maggiore di -20 °C |

- Sottozona Fredda.

| media dell'anno | media del mese più freddo | media del mese più caldo | media dei minimi   |
| 6-12 °C         | maggiore di -4 °C         |                          | maggiore di -25 °C |

### Picetum
Prende il nome dall'Abete rosso (Picea abies).
Questa zona è suddivisa in base al regime termico in due sottozone.
- Sottozona Calda.

| media dell'anno | media del mese più freddo | media del mese più caldo | media dei minimi   |
| 3-6 °C          | maggiore di -6 °C         |                          | maggiore di -30 °C |

- Sottozona Fredda.

| media dell'anno | media del mese più freddo | media del mese più caldo | media dei minimi       |
| 3-6 °C          | Anche minore di -6 °C     | maggiore di 15 °C        | Anche minore di -30 °C |

### Alpinetum
Prende il nome dall'aggettivo alpinus, che fa riferimento alle Alpi. L'Alpinetum non è suddiviso in sottozone.
| media dell'anno       | media del mese più freddo | media del mese più caldo | media dei minimi       |
| Anche minore di -2 °C | minore di -20 °C          | maggiore di 10 °C        | Anche minore di -40 °C |